# Casti-Wergenstein
Casti-Wergenstein (rätoromanisch Casti-Vargistagn) war eine 1923 gebildete politische Gemeinde in der Region Viamala des Schweizer Kantons Graubünden. Am 1. Januar 2021 fusionierte sie mit Donat, Lohn und Mathon zur neuen Gemeinde Muntogna da Schons.

## Geographie

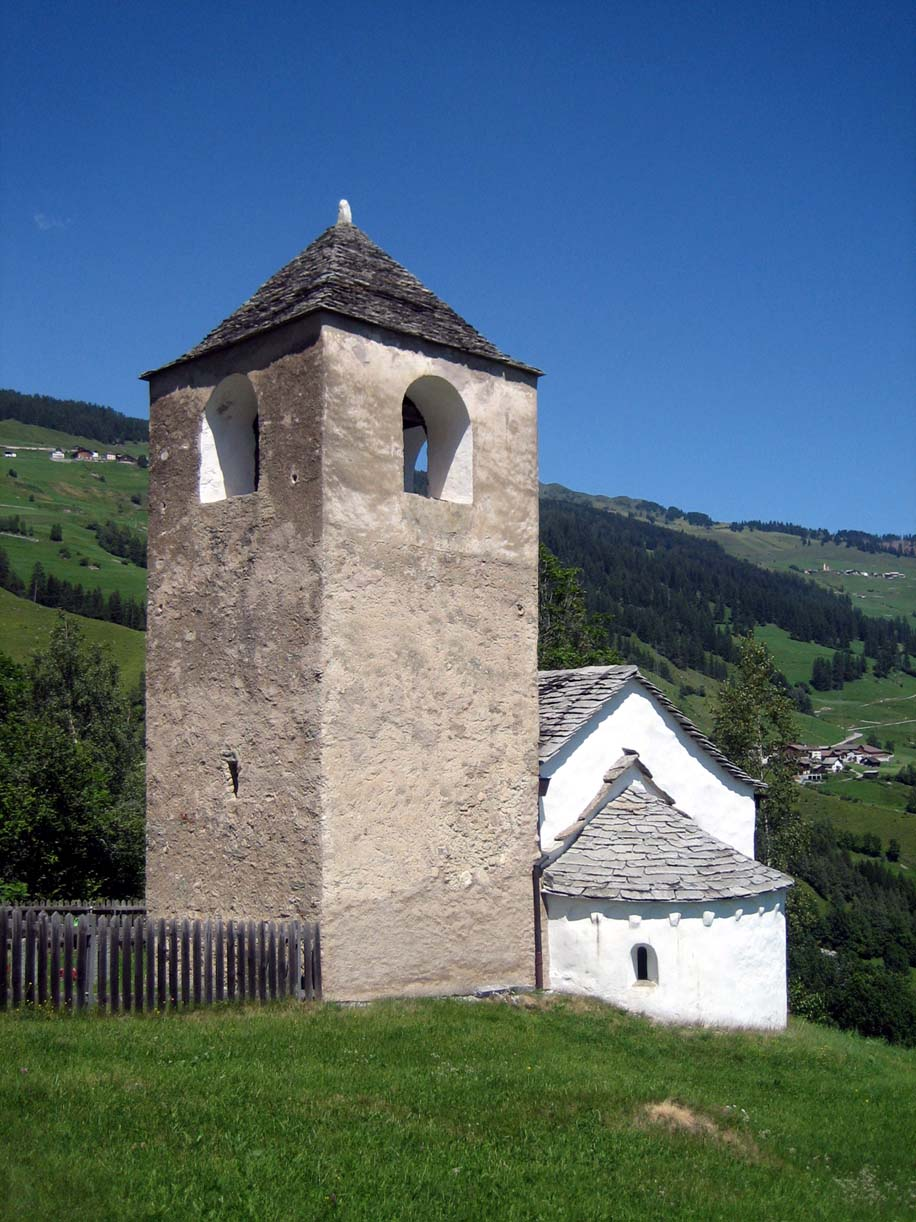
Kirche von Casti

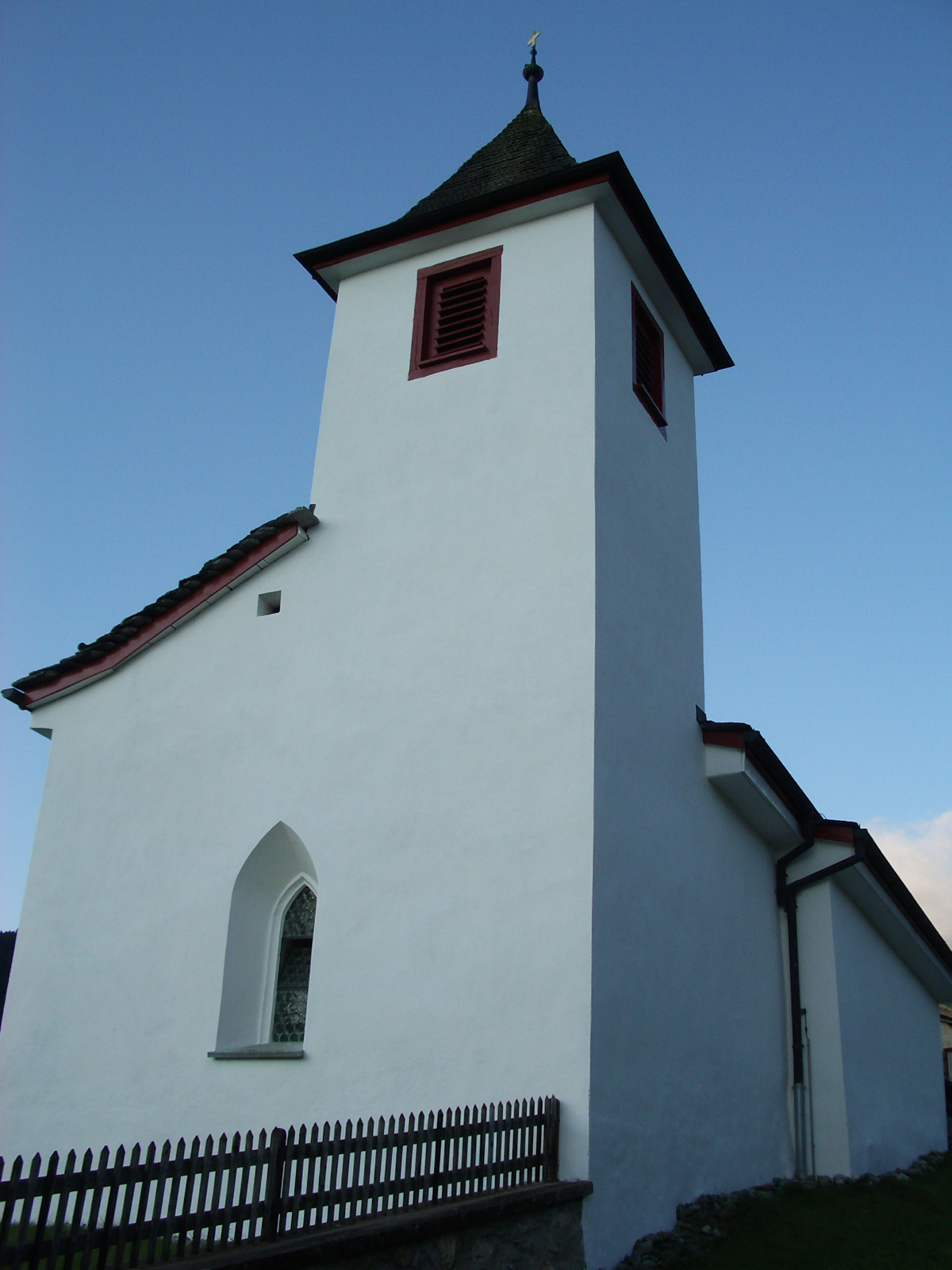
Kirche von Wergenstein

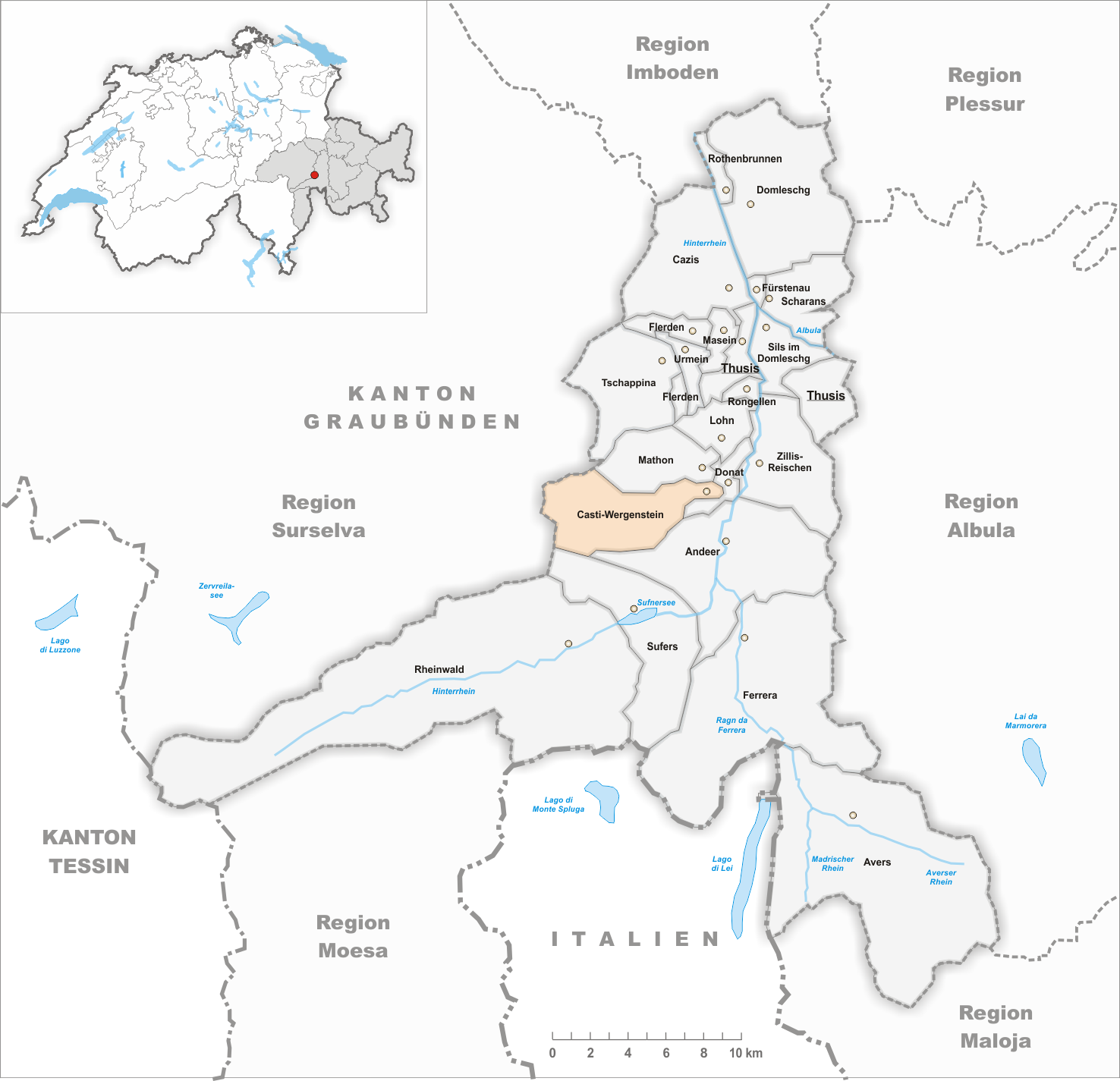
Gemeindestand vor der Fusion am 1. Januar 2021

Die Gemeinde bestand aus den weit auseinanderliegenden Ortsteilen Casti (1171 m) und Wergenstein (1489 m) am unteren Schamserberg. Vom gesamten Gemeindegebiet von 2559 ha waren 1343 ha landwirtschaftliches Nutzgebiet (davon 1275 ha Alpwirtschaften), 998 ha unproduktive Fläche (meist Gebirge), 203 ha Wald und Gehölz und 15 ha Siedlungsfläche.

## Geschichte
→ siehe Abschnitt Geschichte im Artikel Casti GR

→ siehe Abschnitt Geschichte im Artikel Wergenstein

## Wappen
| Wappen von Casti-Wergenstein | Blasonierung: «In Silber (Weiss) auf schwarzem Dreifels ein roter Burgturm, beseitet von zwei sechsstrahligen roten Sternen» |
| Wappen von Casti-Wergenstein | Das Wappen bezieht sich auf den Namen der früheren Gemeinde: der Burgturm steht für Casti, der Dreifels für (Wergen-)Stein.  |

## Bevölkerung
| Bevölkerungsentwicklung | Bevölkerungsentwicklung | Bevölkerungsentwicklung | Bevölkerungsentwicklung | Bevölkerungsentwicklung | Bevölkerungsentwicklung | Bevölkerungsentwicklung | Bevölkerungsentwicklung | Bevölkerungsentwicklung |
| ----------------------- | ----------------------- | ----------------------- | ----------------------- | ----------------------- | ----------------------- | ----------------------- | ----------------------- | ----------------------- |
| Jahr                    | 1930                    | 1950                    | 1970                    | 1980                    | 1990                    | 2000                    | 2010                    | 2020                    |
| Einwohner               | 40                      | 52                      | 36                      | 36                      | 43                      | 56                      | 58                      | 56                      |

### Sprachen
Ursprüngliche Sprache der Einwohner ist Sutselvisch, eine bündnerromanische Mundart. Die Gemeinde blieb bis zum Ersten Weltkrieg beinahe einsprachig. Danach setzte bis zum Zweiten Weltkrieg ein Niedergang des Romanischen ein (1941 74 %), der aber bis 1980 umgedreht werden konnte: 1970 sprachen 83 % Romanisch. Seit den 1980er-Jahren vollzieht sich wegen der Zuwanderung von deutschsprachigen Personen ein Sprachwechsel:
| Sprachen in Casti-Wergenstein |                   |                   |                   |                   |                   |                   |
| Sprachen                      | Volkszählung 1980 | Volkszählung 1980 | Volkszählung 1990 | Volkszählung 1990 | Volkszählung 2000 | Volkszählung 2000 |
| Sprachen                      | Anzahl            | Anteil            | Anzahl            | Anteil            | Anzahl            | Anteil            |
| Deutsch                       | 7                 | 19,44 %           | 14                | 32,56 %           | 24                | 42,86 %           |
| Rätoromanisch                 | 29                | 80,56 %           | 29                | 67,44 %           | 31                | 55,36 %           |
| Einwohner                     | 36                | 100 %             | 43                | 100 %             | 56                | 100 %             |

Rätoromanisch und Deutsch sind gleichberechtigte Behördensprachen. Amtssprache gemäss kantonalem Sprachengesetz von 2006 ist allerdings allein Romanisch.

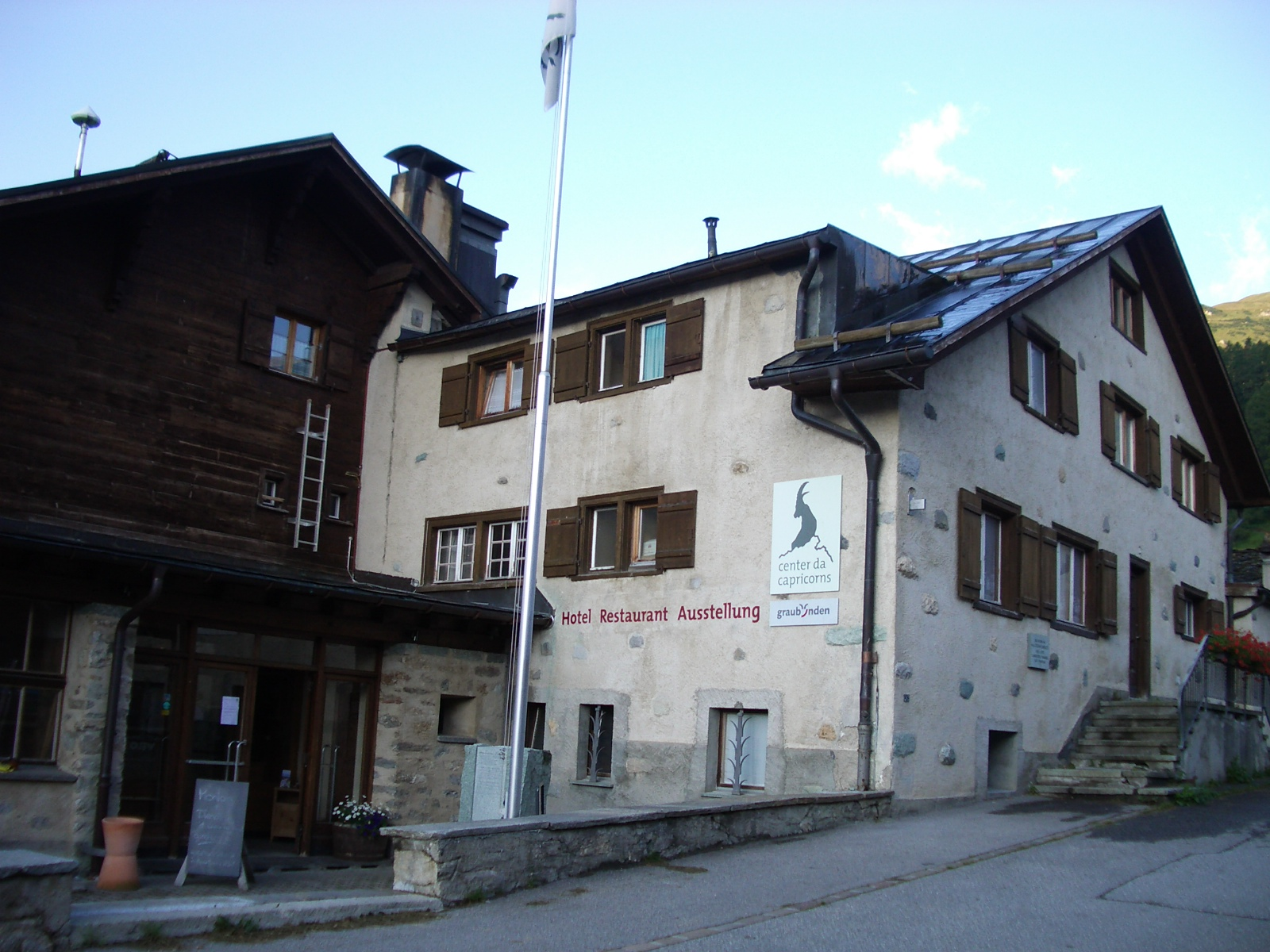
Steinbockzentrum center da capricorns

### Nationalität
Von den Ende 2005 61 Bewohnern waren alle Schweizer Bürger.

## Sehenswürdigkeiten
Neben der Kirche in Casti steht auch die Kirche Wergenstein unter Denkmalschutz. Das Center da Capricorns ist ein ländliches Informations- und Innovationszentrum.